# Агеев, Алексей Дмитриевич
Алексей Дмитриевич Агеев (1901—1949) — полковник пограничных войск, депутат Верховного Совета СССР 1-го созыва (1938—1946), преподаватель тактики и топографии Ленинградского военного училища НКВД (Алма-Ата).

## Биография
Полковник пограничных войск.
1936 год: место службы — 58-й Гродековский пограничный отряд, начальник заставы.
30 января 1936 г. в районе Мещеряковой Пади на советскую территорию вторгся японский отряд численностью до двух рот. К месту нарушения границы прибыл отряд пограничников под командованием капитана А. Агеева. Капитан Агеев проявил личную храбрость: в рукопашной схватке он выхватил клинок у японского офицера и зарубил им нескольких самураев. Пример командира воодушевил пограничников. Оставив на поле боя 50 человек убитыми и ранеными, японцы бежали за границу. Награждён Орденом Ленина.
25 сентября 1940 года полковник Агеев согласован НКВД для назначения на должность начальника пограничного отряда (номер не установлен).
1942 — преподаватель тактики и топографии Ленинградского военного училища НКВД (Алма-Ата).
В 1944—1945 начальник 5-го Отдела Управления, заместитель начальника войск по разведке.
Награждён орденами Ленина (14.02.1936) и Красного Знамени (03.11.1944, 05.04.1946).

### Политическая деятельность
Депутат Верховного Совета СССР 1-го созыва от Ойротской автономной области в Совет Национальностей в результате выборов 12 декабря 1937 года.

## Память
В честь Агеева названа улица в Уссурийске.